# Minucia brunnea
Minucia brunnea är en fjärilsart som beskrevs av Barend J. Lempke 1949. Minucia brunnea ingår i släktet Minucia och familjen nattflyn. Inga underarter finns listade i Catalogue of Life.